# Mandiowate

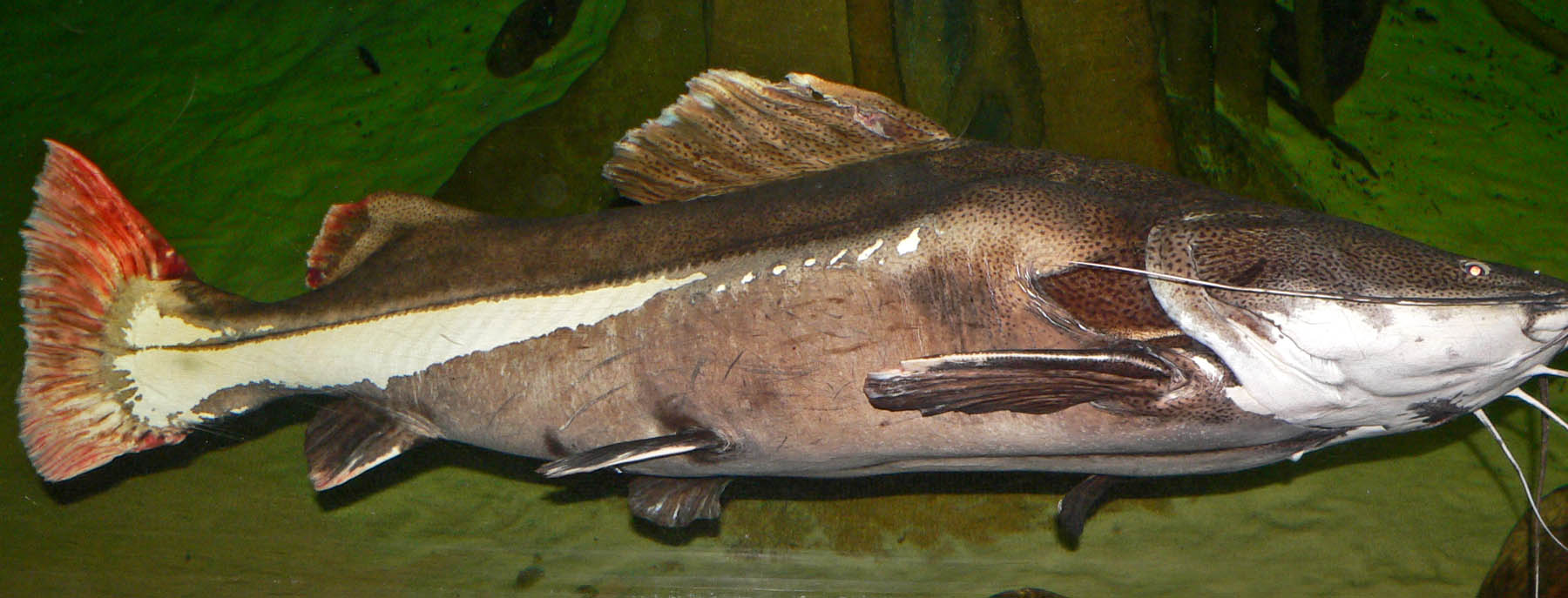
Sum czerwonoogonowy (Phractocephalus hemioliopterus)

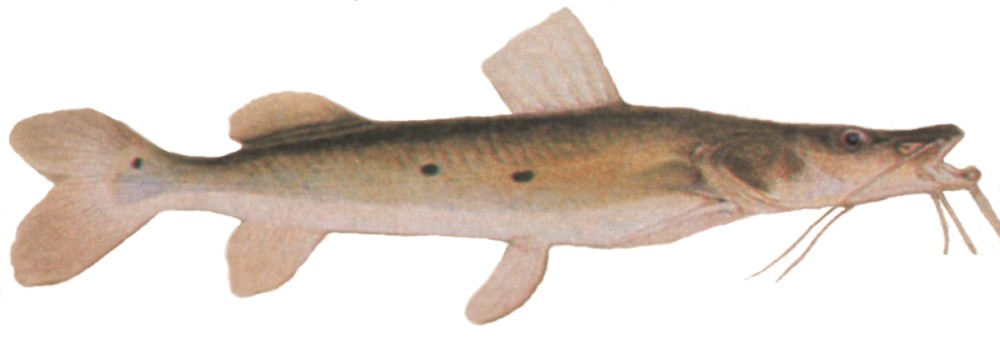
Hemisorubim platyrhynchos

Mandiowate (Pimelodidae) – rodzina słodkowodnych ryb sumokształtnych (Siluriformes), obejmująca co najmniej 112 gatunków, w tym największych przedstawicieli rzędu. Liczne gatunki są poławiane gospodarczo w celach konsumpcyjnych, a mniejsze dla potrzeb akwarystyki.

## Zasięg występowania
Ameryka Środkowa i Południowa. W zapisie kopalnym najstarszym znanym gatunkiem z tej rodziny jest †Steindachneridion iheringi z oligocenu lub miocenu Brazylii. Inne gatunki mandiowatych występowały powszechnie w Ameryce Południowej począwszy od miocenu, np. †Brachyplatystoma promagdalena.

## Cechy charakterystyczne
Ciało wrzecionowate, nagie (bez łusek). Trzy pary długich wąsików czuciowych (nosowe nie występują), najdłuższe na szczęce. U gatunków z rodzajów Sorubim i Pseudoplatystoma pysk jest silnie wydłużony i płaski. Występuje duża i dobrze rozwinięta płetwa tłuszczowa oraz krótka płetwa grzbietowa. Twarde kolce w płetwie grzbietowej i w piersiowych u większości gatunków. Największe osobniki reprezentują rodzaj Brachyplatystoma, B. filamentosum osiąga do 360 cm długości całkowitej (TL).

## Klasyfikacja
Rodzaje zaliczane do tej rodziny:
Aguarunichthys – Bagropsis – Batrochoglanis  — Bergiaria – Brachyplatystoma – Calophysus – Cheirocerus – Duopalatinus – Exallodontus – Hemisorubim – Hypophthalmus – Iheringichthys – Leiarius – Luciopimelodus – Megalonema – Parapimelodus – Phractocephalus – Pimelabditus  – Pimelodina – Pimelodus – Pinirampus – Platynematichthys – Platysilurus – Platystomatichthys – Propimelodus – Pseudoplatystoma – Sorubim – Sorubimichthys – Steindachneridion – Zungaro – Zungaropsis
Rodzajem typowym rodziny jest Pimelodus.